# 砂の女 (映画)
砂の女（すなのおんな、英: Woman in the Dunes）は、1964年に公開された勅使河原宏監督の日本映画。安部公房による同名の小説が原作。
スティーヴン・ジェイ・シュナイダーの『死ぬまでに観たい映画1001本』に掲載されている。

## 概要
安部公房の『砂の女』をもとに安部自ら脚本を執筆。音楽に武満徹、タイトルデザインに粟津潔など当時の日本を代表するアーティストが参加したほか、主演にはフランス映画『二十四時間の情事』への出演で国際的に名を知られるようになっていた岡田英次と、三島由紀夫の戯曲上演で活躍していた岸田今日子が抜擢された。映画撮影は静岡県小笠郡浜岡町の千浜砂丘で行われた。
封切は1964年（昭和39年）2月15日にみゆき座ほか東宝系列の洋画ロードショー。そして同年4月14日に全国公開となった。
洋画と邦画で上映館の棲み分けができていた時期に、洋画上映館でロードショー公開される異例のケースとなった。
公開時の惹句は「突然 ある日 仁木順平は失踪した ずりおちた穴の奥深く 激しく開く女がいた」である。併映は岡本喜八監督作品「ああ爆弾」（主演：伊藤雄之助）。
現在の著作権は一般財団法人草月会。

## 受賞記録

### 国内
- 第38回キネマ旬報ベスト・テン第1位（作品賞・監督賞）[6][7]
- 第15回ブルーリボン賞（作品賞・監督賞）
- 第19回毎日映画コンクール（作品賞・監督賞）
- 優秀映画観賞会ベスト1位
- NHK映画賞（作品賞・監督賞）
- ホワイト・ブロンズ賞（地方映画記者会賞）

### 海外
- 第17回カンヌ国際映画祭審査員特別賞[4]
- サンフランシスコ映画祭外国映画部門銀賞
- ベルギー批評家協会グランプリ
- メキシコ映画雑誌協会賞
- 第37回アカデミー賞外国語映画賞ノミネート
- 第38回アカデミー賞監督賞ノミネート

## キャスト
- 男（仁木順平）：岡田英次
- 女（砂の女）：岸田今日子
- 村の老人：三井弘次
- 村人：矢野宣、観世栄夫、関口銀三、市原清彦、西本裕行
- その他：田中保、伊藤弘子

## スタッフ
- 原作・脚本：安部公房
- 製作：市川喜一、大野忠
- 製作主任：吉田巌
- 撮影：瀬川浩
- 音楽：武満徹
- 美術：平川透徹
- 照明：久米光男
- スチール：吉岡康弘
- 録音：加藤一郎、奥山重之助
- 音響効果：森啓二
- 製作：勅使河原プロダクション

## ソフト化
- ビデオテープは1990年11月1日、CBSソニーグループより発売
- DVDは2002年4月14日に発売、カンヌ国際映画祭出品後は122分だったが、劇場封切り時の147分バージョンを38年ぶりに公開した[8]。